# Tipula (Eumicrotipula) jaennickeana
Tipula (Eumicrotipula) jaennickeana is een tweevleugelige uit de familie langpootmuggen (Tipulidae). De soort komt voor in het Neotropisch gebied.